# Agostino Zampini
Agostino Zampini OESA (ur. 22 sierpnia 1858 we Florencji, zm. 6 czerwca 1937 w Rzymie) – włoski duchowny rzymskokatolicki, augustianin, biskup, zakrystian papieski, wikariusz generalny Ojca Świętego.

## Życiorys
12 lutego 1881 złożył śluby zakonne w Zakonie Świętego Augustyna. 12 kwietnia 1884 otrzymał święcenia prezbiteriatu i został kapłanem swojego zakonu. Następnie przebywał w augustiańskim konwencie S. Maria in Selva w Buggiano. W 1894 przeniesiony do kolegium św. Moniki w Rzymie. W tym mieście piastował wysokie funkcje we władzach swojego zakonu. Od 1895 do 1901 był sekretarzem zakonu, w latach 1905 - 1907 asystentem generalnym i postulatorem generalnym, a następnie przeorem bazyliki św. Augustyna w Rzymie. W 1907 został wybrany prowincjałem Toskanii i powrócił do Florencji.
6 grudnia 1910 papież Pius X mianował go zakrystianem papieskim, wikariuszem generalnym Ojca Świętego oraz biskupem tytularnym porphyreońskim (tradycyjnym biskupstwem zakrystianów papieskich). 6 stycznia 1911 w bazylice św. Augustyna w Rzymie przyjął sakrę biskupią z rąk sekretarz stanu kard. Rafaela Merry del Vala. Współkonsekratorami byli emerytowany arcybiskup Taranto Pietro Alfonso Jorio oraz sekretarz Świętej Kongregacji ds. Obrzędów abp Pietro La Fontaine.
Jako zakrystian papieski był odpowiedzialny za wiatyk i ostatnie namaszczenie dla umierających papieży: Piusa X i Benedykta XV. Brał również udział w obsłudze konklawe w 1914 i w 1922. Jako współkonsekrator wziął udział w 29 sakrach biskupich, w tym przyszłego papieża Piusa XII i biskupa krakowskiego Adama Stefana Sapiehy.
Oba urzędy pełnił do śmierci. Zmarł 6 czerwca 1937 w Pałacu Apostolskim.